# Baćkowice
Baćkowice est un village de la voïvodie de Sainte-Croix et du powiat d'Opatów en Pologne. Ce village est le siège de la gmina de Baćkowice. Il comptait 540 habitants en 2006.